# Muziek in 1974

Dit artikel gaat over muziek uit het jaar 1974

Dit artikel gaat over muziek uit het jaar 1974.

## Popmuziek
1974 is het jaar waarin de Amerikaanse punkband The Ramones werd opgericht door vier heren die terstond ook de achternaam Ramone gingen gebruiken. Pas in 1976 zullen ze echter hun eerste album uitbrengen. Andere bekende bands uit de jaren 70 die in dit jaar wordt geformeerd zijn Talking Heads, Japan en in Nederland The Nits.
Peter Gabriel verlaat in 1974 de symfonische rockgroep Genesis, en vele fans zien dit als het einde van een tijdperk. Het geluid van Genesis zal onder leiding van nieuwe zanger Phil Collins, die al een aantal jaren drummer was van de band, ingrijpend wijzigen.
Ook Sonny & Cher gaan gescheiden wegen, zowel privé als in de muzikale samenwerking. Met name de muzikale carrière van Cher zal nog vele hoogtepunten kennen.
De uit Los Angeles afkomstige band Sparks scoren met hun albums kimono my house en propaganda grote hits. De critici spreekt van muziek die de tijd ver vooruitloopt. Op kimono my house staat het nummer this town ain't big enough waarmee ze een grote hit scoren.
Op het Eurovisiesongfestival wint ABBA met het nummer Waterloo. Het Nederlandse duo Mouth & MacNeal zal met Ik zie een ster/I see a star de derde plaats bereiken, Jacques Hustin bezet namens België de negende plaats met Fleur de Liberté.
In de zomer van 1974 overlijdt "Mama" Cass Elliott, een van de zangeressen van The Mamas and the Papas, aan een hartaanval. Ellen Cohen, zoals haar echte naam was, had te kampen met overgewicht en vocht daartegen met afslankdiëten. Volgens de lijkschouwer werd dat haar fataal.
Op 12 december maakt de Nederlandse band Nits hun livedebuut op een studentenfeest in de Brakke Grond in Amsterdam. In 2003 brengt de band een album uit genaamd 1974, dat refereert aan hun oprichtingsjaar.

### Albums
| ABBA                     | Waterloo                                        |
| AC/DC                    | High Voltage                                    |
| Bad Company              | Bad Company                                     |
| Beach Boys               | Endless Summer                                  |
| David Bowie              | Diamond Dogs                                    |
| Eric Clapton             | 461 Ocean Boulevard                             |
| Alice Cooper             | Greatest Hits                                   |
| Dalida                   | Olympia 74                                      |
| Dalida                   | Manuel                                          |
| Deep Purple              | Burn                                            |
| Donovan                  | 7-Tease                                         |
| Bob Dylan                | Before The Flood                                |
| Bob Dylan                | Planet Waves                                    |
| Electric Light Orchestra | Eldorado                                        |
| Brian Eno                | Here Come The Warm Jets                         |
| Marvin Gaye              | Let's Get It On                                 |
| Genesis                  | The Lamb Lies Down On Broadway                  |
| Grateful Dead            | Grateful Dead From The Mars Hotel               |
| Herbie Hancock           | Head Hunters                                    |
| Billie Holiday           | Lady In Autumn                                  |
| Jethro Tull              | War Child                                       |
| Kayak                    | Kayak II                                        |
| Lynyrd Skynyrd           | Second Helping                                  |
| Melanie                  | Madrugada                                       |
| Melanie                  | As I see it now                                 |
| Joni Mitchell            | Court And Spark                                 |
| Van Morrison             | It's Too Late To Stop Now                       |
| Van Morrison             | Veedon Fleece                                   |
| Randy Newman             | Good Old Boys                                   |
| Mike Oldfield            | Hergest Ridge                                   |
| Robert Palmer            | Sneakin' Sally Through the Alley                |
| Charlie Parker           | Charlie Parker On Dial                          |
| Gram Parsons             | Grievous Angel                                  |
| Queen                    | Queen II                                        |
| Queen                    | Sheer Heart Attack                              |
| Helen Reddy              | Love Song For Jeffrey                           |
| Helen Reddy              | Free And Easy                                   |
| Judas Priest             | Rocka Rolla                                     |
| Lou Reed                 | Rock And Roll Animal                            |
| REO Speedwagon           | Lost In A Dream                                 |
| The Rolling Stones       | It's only Rock 'n Roll                          |
| Roxy Music               | Country Life                                    |
| Todd Rundgren            | Todd                                            |
| Rush                     | Rush                                            |
| Sparks                   | Kimono My House                                 |
| Sparks                   | Propaganda                                      |
| Bruce Springsteen        | The Wild, The Innocent And The E Street Shuffle |
| Steely Dan               | Pretzel Logic                                   |
| Supertramp               | Crime Of The Century                            |
| Tangerine Dream          | Phaedra                                         |
| Thin Lizzy               | Nightlife                                       |
| The Velvet Underground   | 1969: The Velvet Underground Live               |
| Barry White              | Can't Get Enough Of Your Love Babe              |
| Stevie Wonder            | Fulfillingness' First Finale                    |
| Neil Young               | On The Beach                                    |
| Frank Zappa              | Apostrophe                                      |

## Grammy Awards
- 16e Grammy Awards

## Wedstrijden
- Eurovisiesongfestival

## Festivals
- Pinkpop

Muziek in: 1940 · 1941 · 1942 · 1943 · 1944 · 1945 · 1946 · 1947 · 1948 · 1949 · 1950 · 1951 · 1952 · 1953 · 1954 · 1955 · 1956 · 1957 · 1958 · 1959 · 1960 · 1961 · 1962 · 1963 · 1964 · 1965 · 1966 · 1967 · 1968 · 1969 · 1970 · 1971 · 1972 · 1973 · 1974 · 1975 · 1976 · 1977 · 1978 · 1979 · 1980 · 1981 · 1982 · 1983 · 1984 · 1985 · 1986 · 1987 · 1988 · 1989 · 1990 · 1991 · 1992 · 1993 · 1994 · 1995 · 1996 · 1997 · 1998 · 1999 · 2000 · 2001 · 2002 · 2003 · 2004 · 2005 · 2006 · 2007 · 2008 · 2009 · 2010 · 2011 · 2012 · 2013 · 2014 · 2015 · 2016 · 2017 · 2018 · 2019 · 2020 · 2021 · 2022 - 2023